# Viettesia perroti
Viettesia perroti là một loài bướm đêm thuộc phân họ Arctiinae, họ Erebidae.